# 東多摩郡

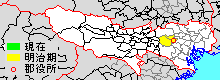
東京府東多摩郡の範囲

東多摩郡（ひがしたまぐん）は、東京府にあった郡。1878年（明治11年）11月2日、成立した。郡役所は、当初、中野町大字中野に置かれた。1896年（明治29年）、廃止され、豊多摩郡となった。

## 郡域
現在の東京都中野区・杉並区にあたる。

### 隣接していた郡
- 東京府：北多摩郡、北豊島郡、南豊島郡、荏原郡

## 歴史

### 郡発足までの沿革
- 「旧高旧領取調帳」に記載されている明治初年時点での、多摩郡のうち後の当郡域の支配は以下の通り。幕府領は代官・松村忠四郎支配所が管轄。●は村内に寺社領が存在。（32村）

| 知行   | 知行               | 村数 | 村名 |
| ------ | ------------------ | ---- | --- |
| 幕府領 | 幕府領             | 12村 | ●中野村、高円寺村、馬橋村、久我山村、上高井戸村（上高井戸宿・高井戸宿）、中高井戸村、下高井戸村（下高井戸宿・高井戸宿）、田端村、成宗村、本郷新田、和泉新田（和泉村のうち）、大宮前新田、松庵村 |
| 幕府領 | 旗本領             | 7村  | ●上鷺之宮村、和泉村、上高田村、片山村、●和田村、●上井草村、●下井草村 |
| 幕府領 | 幕府領・旗本領     | 8村  | 江古田村、雑色村、●永福寺村、●上荻窪村、新井村、下鷺之宮村、上沼袋村、下沼袋村 |
| 幕府領 | 鉄砲玉薬組同心給地 | 1村  | ●本郷村 |
| その他 | 寺社領             | 4村  | 下荻窪村、天沼村、阿佐ヶ谷村、堀之内村 |

- 慶応4年
  - 7月10日（1868年8月27日） – 旧幕府代官の松村長為（忠四郎）が武蔵知県事に就任[2]。後の当郡域を管轄。
  - 8月8日（1868年9月23日） – 当郡に相当する区域を管轄する知県事が古賀定雄（一平）に交代[3]。
- 明治初年に本郷新田が本郷村に編入。
- 明治2年
  - 2月9日（1869年3月21日） – 古賀知県事の管轄区域に品川県を設置[4]。
  - 12月18日（1870年1月19日） – 寄場組合を廃止し24の番組を設置。当郡は6・18・21・22・23番組のそれぞれ一部に相当。[5]
- 明治4年
  - 11月14日（1871年12月25日） – 品川県を廃止する。当郡に相当する区域は東京府（第2次）が占めることとされた。[6]
  - 11月23日（1872年1月3日） - 当郡に相当する区域は神奈川県が占めることとされた[7]。
  - 12月5日（1872年1月14日） – 当郡に相当する区域がいったん東京府へ移管される[8]。
- 明治5年
  - 1月22日（1872年3月1日） – 当郡に相当する区域が神奈川県に移管される[9][10]。
  - 8月19日（1872年9月21日） - 当郡に相当する区域が東京府の管轄に戻されることとされた[11]。
  - 9月10日（1872年10月12日） - 当郡に相当する区域が再度東京府へ移管される[9]。

### 郡発足以降の沿革

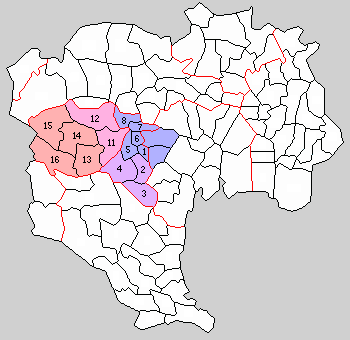
11.中野村 12.野方村 13.和田堀内村 14.杉並村 15.井荻村 16.高井戸村（赤：中野区 橙：杉並区 1 - 8は南豊島郡）

- 1878年（明治11年）11月2日 - 郡区町村編制法の東京府での施行により、多摩郡のうち東京府に属する区域をもって東多摩郡が発足。郡役所を中野村に設置。
- 1880年（明治13年） - 片山村が江古田村に編入。（31村）
- 1889年（明治22年）5月1日 - 町村制の施行により以下の村が発足。（6村）
  - 中野村 ← 中野村、本郷村、雑色村（現中野区）
  - 野方村 ← 江古田村、上高田村、新井村、上沼袋村、下沼袋村、上鷺宮村、下鷺宮村（現中野区）
  - 和田堀内村 ← 和田村、堀ノ内村、和泉村、永福寺村（現杉並区）
  - 杉並村 ← 高円寺村、馬橋村、阿佐ヶ谷村、天沼村、田端村、成宗村（現杉並区）
  - 井荻村 ← 上井草村、下井草村、上荻窪村、下荻窪村（現杉並区）
  - 高井戸村 ← 松庵村、久我山村、上高井戸村、中高井戸村、下高井戸村、大宮前新田（現杉並区）
- 1896年（明治29年）4月1日 - 南豊島郡・東多摩郡の区域をもって豊多摩郡が発足。同日東多摩郡廃止。

## 行政

### 歴代郡長
| 代 | 氏名     | 就任年月日                | 退任年月日                | 備考                                            |
| -- | -------- | ------------------------- | ------------------------- | ----------------------------------------------- |
| 1  | 梅田義信 | 明治11年（1878年）11月2日 | 明治16年（1883年）7月11日 | 明治14年（1881年）4月26日以降は南豊島郡との連合 |
| 2  | 江連堯則 | 明治16年（1883年）7月11日 | 明治19年（1886年）8月25日 |                                                 |
| 3  | 益田包義 | 明治19年（1886年）8月25日 | 明治23年（1890年）11月7日 |                                                 |
| 4  | 藤井一虎 | 明治23年（1890年）11月7日 | 明治29年（1896年）4月1日  | 南豊島郡との合併により東多摩郡廃止              |

### 郡役所
郡役所は、当初、中野町大字中野に置かれた。1881年（明治14年）4月26日、郡役所は廃止され、東多摩南豊島連合郡役所が内藤新宿2丁目に設置された。1889年（明治22年）、淀橋町大字柏木291番地に移転した。